# 시게미쓰 다카키
시게미쓰 다카키(일본어: 重光 貴葵, 1983년 7월 31일 ~ )는 일본의 전 축구 선수이다.

## 구단 경력
과거 도쿄 베르디, 파지아노 오카야마, 기라반츠 기타큐슈에서 활동하였다.